# Holopogon pusillus
Holopogon pusillus là một loài ruồi trong họ Asilidae. Holopogon pusillus được Macquart miêu tả năm 1838. Loài này phân bố ở vùng Cổ Bắc giới.